# Michel Albert
Pour les articles homonymes, voir Albert.
Michel Albert, né le 25 février 1930 à Fontenay-le-Comte en Vendée et mort le 19 mars 2015 à Paris 7e,, est un économiste français.
Il a été secrétaire perpétuel de l'Académie des sciences morales et politiques du 1er janvier 2005 au 31 décembre 2010.
Élu le 28 mars 1994 à l'Académie des sciences morales et politiques dans la section Économie politique, statistique et finances, au fauteuil d'Henri Guitton, il a été président de l'Académie en 2004. En économie, il est l'auteur de deux célèbres théorèmes. le théorème dit de l'ouvrier spécialisé ou O.S. : « toute entreprise située dans un pays à haut niveau de vie, et dans le secteur manufacturier, et employant une large part de main-d’œuvre peu qualifiée, est vouée à la faillite ou à la délocalisation ». Son second théorème s'énonce ainsi : « l'emploi est lié à la croissance économique, la croissance est liée à l'état de notre commerce extérieur, et l'équilibre de notre commerce extérieur est lié à l'état de notre appareil productif. »
Le terme « capitalisme rhénan » a été popularisé par l'ouvrage de Michel Albert paru en 1991, Capitalisme contre capitalisme.

## Biographie

### Enfance et formation
Né le 25 février 1930 à Fontenay-le-Comte en Vendée, Michel Albert est diplômé de l’Institut d’études politiques de Paris, docteur en sciences économiques, ancien élève de l’École nationale d’administration, Michel Albert en sort comme inspecteur des finances en 1956.

### Carrière
En 1959, il devient secrétaire général du Comité Rueff-Armand.
En 1960, il est inspecteur général des finances du Maroc (1960).
Entre 1961 et 1963, il est directeur général adjoint de la Banque nationale pour le développement économique à Rabat.
Entre 1966-1970, il est administrateur de la Banque européenne d’investissement à Bruxelles.
Entre 1969-1970, il est vice-président d’Express-Union puis de vice-président du conseil de surveillance du groupe Express (1970-1971).
Il est Commissaire au Plan entre 1978 et 1981.
Il travaille pour plusieurs banques dont l’Union d’études et d’investissements, l’Unicrédit, l'Unimat et l'Unicomi.
Il intervient en 1984 dans l’émission Vive la crise ! présentée par Yves Montand et visant à promouvoir la libéralisation de l'économie. Il n’hésite pas à parler d’un « retournement historique, l’Europe commençant à glisser vers le sous-développement » et affirme que celle-ci pourrait « devenir une sorte d’Afghanistan » si des mesures radicales ne sont pas prises.
Entre 1994 et 2003, il a été membre du Conseil pour la Politique Monétaire de la Banque de France.
Le 14 mars 2006, il a été élu président d'honneur du Centre international de formation européenne.

### Mort
Il décède le 19 mars 2015.

### Vie privée
Marié à Claude Balland (1932-2020), il a quatre fils, Jean-Marc, Éric, Pierre-Emmanuel et Christophe.

## Œuvres
- 1970 : Ciel et terre, manifeste du parti radical, en collaboration avec Jean-Jacques Servan-Schreiber, Éd. Denoël
- 1975 : Les Vaches maigres, en collaboration avec Jean Ferniot, Éd. Gallimard
- 1982 : Le Pari français : le nouveau plein emploi, Éd. Le Seuil  (ISBN 978-2-0200-6197-1 et 2-0200-6197-X)
- 1983 : Un pari pour l'Europe : vers le redressement de l'économie européenne dans les années 80, collection « L'Histoire immédiate », , Éd. Le Seuil, 152 p.  (ISBN 978-2-0200-6606-8 et 2-0200-6606-8)
- 1988 : Crise, krach, boom, en collaboration avec Jean Boissonnat, Éd. Le Seuil  (ISBN 978-2-0201-0087-8 et 2-0201-0087-8)
- 1991 : Capitalisme contre capitalisme, Éd. Le Seuil, 315 p.  (ISBN 978-2-0201-3207-7 et 2-0201-3207-9)
- 1993 : Les nouvelles frontières de l'Europe, en collaboration avec Pascal Lorot, Fondation Robert Schuman, Éd. Economica 216 p.  (ISBN 978-2-7178-2435-3 et 2-7178-2435-9)
- 1999 : Une seule Europe, par Christopher Layton (préface de Michel Albert), Éd. Economica
- 2002 : Notre foi dans ce siècle, en collaboration avec Jean Boissonnat et Michel Camdessus, Éd. Arléa  (ISBN 978-2-8695-9560-6)
- 2005 : Regards croisés sur l'Europe, Éd. PUF  (ISBN 978-2-1305-4990-1 et 2-1305-4990-X)

## Décoration
- Commandeur de la Légion d'honneur[10]
- Grand'croix de l'ordre national du Mérite[11]
- Commandeur de l'ordre du Phénix[12]